# Hemigellius arcofer
Hemigellius arcofer är en svampdjursart som först beskrevs av Vosmaer 1885.  Hemigellius arcofer ingår i släktet Hemigellius och familjen Niphatidae.
Artens utbredningsområde är Norra Ishavet. Inga underarter finns listade i Catalogue of Life.